# Biblioteka Politechniki Lubelskiej
Centrum Informacji Naukowo-Technicznej PL – realizuje misję poprzez  gromadzenie, opracowywanie i udostępnianie zbiorów, ich przechowywanie i ochronę  oraz zapewnienie dostępu do najnowszych krajowych i światowych źródeł informacji naukowej, zgodnie z dyscyplinami naukowymi i programem studiów Politechniki Lubelskiej. CINT prowadzi również działalność dydaktyczną, informacyjną i dokumentacyjną przy umiejętnym i pełnym wykorzystaniu możliwości technologicznych.

## Kalendarium
- 1953 – wraz z powstaniem Wieczorowej Szkoły Inżynierskiej w Lublinie rozpoczyna się gromadzenie zbiorów, początkowo w sekretariacie rektora (budynek Technikum Budowlanego przy Al. Racławickich)
- 1954 – obsługą czytelników zajmuje się kierownik sekretariatu Wieczorowej Szkoły Inżynierskiej w Lublinie, Romana Chaciewicz
- 1956 – pierwsze samodzielne pomieszczenie biblioteki, pieczę nad księgozbiorem obejmuje Anna Ziemecka
- 1962 – biblioteka przenosi się do budynku przy ulicy Dąbrowskiego 13 (obecna ul. Bernardyńska)
- 1966 – biblioteka otrzymuje pierwszą dotacji na zakup książek i czasopism
- 1968 – oficjalne mianowanie Anny Ziemeckiej na kierownika biblioteki
- 1969 – biblioteka przenosi się do gmachu przy ulicy Nowotki 11
- 1972 – biblioteka rozpoczyna działalność informacyjno-dydaktyczną, powstaje Biblioteka Wydziału Elektrotechniki i Informatyki
- 1973 – powstaje Biblioteka Instytutu Organizacji i Zarządzania przy ulicy Okopowej
- 1974 – Anna Ziemecka odchodzi na emeryturę, stanowisko Dyrektora obejmuje dr Irena Pawelec
- 1975/77 – powstaje biblioteka wydziałowa w nowym gmachu Instytutu Inżynierii Budowlanej i Sanitarnej, Biblioteka Instytutu Organizacji i Zarządzania przenosi się do nowego gmachu Wydziału Mechanicznego przy ulicy Nadbystrzyckiej, okres intensywnego rozwoju biblioteki zarówno pod względem księgozbioru, jak i kadry bibliotecznej (wiąże się to z przekształceniem Wieczorowej Szkoły Inżynierskiej, najpierw w Wyższą Szkołę Inżynierską  w Lublinie – 1965 r., a następnie w Politechnikę Lubelską – oficjalne Rozporządzenie RM z dnia 1.08.1977 r.), wydawane są wykazy nabytków
- 1979 – Oddział Informacji Naukowej wraz z Wypożyczalną Międzybiblioteczną oraz Sekcją Norm z ulicy Nowotki zostaje przeniesiony do budynku Wydziału Mechanicznego przy ul. Nadbystrzyckiej 36
- 1983 – wydzielona zostaje część księgozbioru dla studentów (podręczniki, skrypty) i umieszczona w tymczasowym budynku przy ulicy Nadbystrzyckiej 36
- 1985 – Biblioteka Instytutu Organizacji i Zarządzania zostaje połączona z Biblioteką Wydziału Mechanicznego
- 1988 – początek publikowania Bibliografii Pracowników Politechniki Lubelskiej
- 1990 – Biblioteka Wydziału Zarządzania otrzymuje własne pomieszczenia w budynku wydziału
- 1992 – rozpoczyna się proces komputeryzacji – zakup SOB (System Obsługi Biblioteki)
- 1994 – Biblioteka PL wspólnie z innymi bibliotekami uczelni lubelskich przystępuje do Konsorcjum VTLS, prace nad wdrażaniem tego systemu
- 1995 – powstaje Informatorium – czytelnia informacyjna wyposażona w sprzęt komputerowy z dostępem do sieci lokalnej i Internetu
- 1997 – dr Irena Pawelec przechodzi na emeryturę
- 1998 – obowiązki Dyrektora pełni mgr Ryszard Bania
- 1999 – zamknięcie katalogów kartkowych, Biblioteka PL całkowicie przechodzi na system komputerowego zamawiania książek
- 2001 – w nowym budynku Wydziału Ochrony Środowiska powstaje kolejna biblioteka wydziałowa
- 2003 – księgozbiór studencki z tymczasowego budynku zostaje przeniesiony na pierwsze piętro gmachu Stołówki Politechniki Lubelskiej przy ulicy Nadbystrzyckiej 40A
- 2004 – obowiązki Dyrektora pełni mgr inż. Stefan Wójtowicz. Biblioteka PL przenosi się z ulicy Radziszewskiego 11 do nowego budynku CoE ASPPECT przy ulicy Nadbystrzyckiej 36A
- 2006 – stanowisko Dyrektora obejmuje dr Henryk Hollender
- 2008 – na stanowisko Dyrektora została powołana mgr Dorota Tkaczyk, a stanowisko zastępcy dyrektora obejmuje mgr Hanna Celoch. Utworzenie Biblioteki Cyfrowej Politechniki Lubelskiej
- 2009 – utworzony zostaje Ośrodek Informacji Patentowej i Normalizacyjnej. Zostają połączone dwa oddziały: Oddział Gromadzenia i Oddział Opracowania Zbiorów
- 2010 – powołany zostaje Ośrodek ds. Wydawnictw i Biblioteki Cyfrowej
- 2012 – Biblioteka Cyfrowa PL zajmuje 4. miejsce w Polsce w Ranking Web of Repositories Consejo Superior de Investigaciones Científicas (CSIC)
- 2013 – Biblioteka Wydziału Budownictwa i Architektury zostaje przeniesiona do nowego budynku Wschodniego Innowacyjnego Centrum Architektury
- 2014 – kolejne połączenie oddziałów: Oddziału Gromadzenia i Opracowania Zbiorów zostaje połączony z Oddziałem Czasopism
- 2015 – Biblioteka PL otrzymuje pomieszczenia w nowym budynku Centrum Innowacji i Zaawansowanych Technologii przy ulicy Nadbystrzyckiej 36C, z połączenia Oddziału Informacji Naukowej oraz Ośrodka Informacji Patentowej i Normalizacyjnej powstaje Ośrodek Informacji Naukowo-Technicznej
- 2016 – z połączenia Oddziału Udostępniania i Zespołu Bibliotek Specjalistycznych powstaje Oddział Obsługi Użytkowników
- 2019 – Biblioteka PL przekształca się w Centrum Informacji Naukowo-Technicznej Politechniki Lubelskiej. CINT PL składa się z: Biblioteki PL, Ośrodka Analiz Bibliometrycznych (dawnego Ośrodka Informacji Naukowo-Technicznej) oraz Wydawnictwa PL
- 2022 – mgr Dorota Tkaczyk oraz mgr Hanna Celoch przechodzą na emeryturę. Na stanowisko Dyrektora została powołana dr Katarzyna Weinper, a stanowisko zastępcy dyrektora obejmuje mgr Stanisława Pietrzyk-Leonowicz
- 2023 – Muzeum Politechniki Lubelskiej zostaje włączone w strukturę Centrum Informacji Naukowo-Technicznej PL

## Struktura CINT PL
Dyrektor  CINT PL – dr Katarzyna Weinper, kustosz
Z-ca Dyrektora CINT PL – mgr Stanisława Pietrzyk-Leonowicz, kustosz

I. Biblioteka:
- 1. Dział Usług Biblioteczno-Informacyjnych:
  - Wypożyczalnia; Wypożyczalnia Międzybiblioteczna; Czytelnia Ogólna
  - Biblioteka Wydziału Mechanicznego
  - Biblioteka Wydziału Budownictwa i Architektury
  - Biblioteka Wydziałów Zarządzania oraz Matematyki i Informatyki Technicznej
  - Biblioteka Wydziału Inżynierii Środowiska
  - Czytelnia Studencka

- 2. Dział Zasobów

II. Wydawnictwo Politechniki Lubelskiej

III. Ośrodek Analiz Bibliometrycznych
IV. Muzeum Politechniki Lubelskiej
V.
- Zespół ds. Administracyjno-Finansowych

- Zespół ds. Dydaktyki, Promocji i Projektów

- Zespół ds. Informatyzacji

## Zbiory CINT PL
Księgozbiór CINT PL odpowiada tematyce prowadzonych na Politechnice Lubelskiej badań i kierunkom studiów. Obejmuje przede wszystkim nauki techniczne i pokrewne. Zbiory są systematycznie selekcjonowane i odnawiane. Biblioteka zapewnia swoim użytkownikom dostęp do licencjonowanych baz danych.
Rodzaje zbiorów:
- książki (ok. 160 tys. wol.)
- czasopisma (prenumerata 85 polskich oraz 4 zagranicznych)
- jedyny w regionie zbiór Polskich Norm, ISO, IEC (aktualne w formie elektronicznej pełnotekstowej dostępne z terminali w Ośrodku Informacji Naukowo-Technicznej, archiwalne w wersji papierowej) i Norm Branżowych

## Najważniejsze usługi CINT PL
- wypożyczanie książek
- udostępnianie zbiorów na miejscu w czytelniach
- wypożyczanie książek w systemie wypożyczeń międzybibliotecznych
- udostępnianie źródeł elektronicznych w uczelnianej sieci komputerowej oraz przez www (serwer Proxy)
- usługi informacyjne: katalogowe, bibliograficzne, faktograficzne
- udostępnianie norm i obsługa w zakresie informacji normalizacyjnej
- dokumentowanie dorobku piśmienniczego Uczelni
- analizy bibliometryczne i naukometryczne
- tworzenie i współtworzenie bibliograficzno-informacyjnych baz danych
- szkolenia: Przysposobienie biblioteczne, Informacja naukowa, Etyka naukowca, grup seminaryjnych w zakresie poszukiwania i wykorzystywania źródeł
- organizacja wystaw, pokazów, prezentacji
- organizacja i koordynowanie druku publikacji naukowych i dydaktycznych Politechniki Lubelskiej

## Biblioteka Cyfrowa PL
Biblioteka Cyfrowa Politechniki Lubelskiej – została utworzona 1-10-2008 r., należy do Federacji Bibliotek Cyfrowych zrzeszających 124 instytucje udostępniające swoje zbiory nie odpłatnie i w formie elektronicznej.
Podstawowym jej celem jest udostępnianie zasobów edukacyjnych i naukowych Politechniki Lubelskiej oraz dokumentów związanych z historią uczelni, nauką i techniką.
BCPL jest stroną internetową udostępniającą publikacje w formacie DjVu oraz PDF, takie jak: monografie, podręczniki, konferencje, rozprawy, periodyki, prace zbiorowe, dokumenty elektroniczne i inne.
Większość jej zbiorów udostępniona jest w otwartym dostępie (Open Access), w tym Publikacje Politechniki Lubelskiej na licencji Creative Commons. W 2012 roku Biblioteka Cyfrowa PL zajęła 4. miejsce w Polsce w Ranking Web of Repositories  The Consejo Superior de Investigaciones Científicas (CSIC).
W Bibliotece Cyfrowej dostępnych jest obecnie ponad 13 500 obiektów zgromadzonych w 9 kolekcjach:
- Podręczniki
- Publikacje naukowe
- Normy Branżowe
- Opisy patentowe PL
- Kolekcje tematyczne: Historia techniki oraz Politechniki Lubelskiej
- Czasopisma
- Dysertacje PL
- Pomoce dydaktyczne
- Studencka półka

## Platforma czasopism Lublin University of Technology Publishing House
Platforma czasopism Lublin University of Technology Publishing House 
Od 2019 r. proces redakcyjny niektórych czasopism Politechniki Lubelskiej odbywa się na platformie Lublin University of Technology Publishing House (Open Journal Systems – Public Knowledge Project): 
- „Applied Computer Science” (ACS),
- „Budownictwo i Architektura”,
- „Informatyka, Automatyka, Pomiary w Gospodarce i Ochronie Środowiska” (IAPGOŚ),
- „Journal of Technology and Exploitation in Mechanical Engineering” (JTEME),
- „Journal of Computer Studies Institute” (JCSI),
- „Ochrona Dziedzictwa Kulturowego” (ODK),
- „Teka Komisji Architektury, Urbanistyki i Studiów Krajobrazowych”.

Dzięki temu przedsięwzięciu dla czasopism została stworzona jednolita przestrzeń do pracy, wspólna polityka wydawnicza zbudowana na modelu otwartego dostępu, a także etyka publikacyjna oparta na wytycznych Komisji ds. Etyki Publikacyjnej (COPE). Od momentu uruchomienia platformy czasopisma udostępniają swoje artykuły na licencji Creative Commons – CC BY-SA 4.0 lub CC BY 4.0.
W roku 2019 Wydawnictwo Politechniki Lubelskiej podpisało umowę członkowską z organizacją Crossref, dzięki której czasopisma funkcjonujące na platformie LUT PH nadają swoim artykułom numery DOI, a także weryfikują teksty, posługując się systemem antyplagiatowym Crossref Similiarity Check (obsługiwanym przez Ithenticate).
Ponadto na stronie domowej platformy LUT PH znajdują się linkowania z innymi czasopismami Politechniki Lubelskiej, posiadającymi jednak odrębne strony i systemy obsługi wydawniczej: 
- „Advances in Science and Technology. Research Journal” (ASTRJ),
- „Journal of Ecological Engineering” (JEE),
- „Ecological Engineering and Environmental Technology” (EEET),
- „Problemy Ekorozwoju” („Problems of Sustainable Development").

## Bazy własne
- Publikacje Pracowników Politechniki Lubelskiej – baza rejestruje i dokumentuje dorobek naukowy pracowników Politechniki Lubelskiej, zarówno w formie opisów bibliograficznych opublikowanych prac jak i pełnych tekstów publikacji.
- Wyszukiwarka InfonaNET –  zawiera informacje o czasopismach polskich i zagranicznych w wersji elektronicznej i drukowanej dostępnych dla Politechniki Lubelskiej.